# Listă de antrenori ai echipei naționale de fotbal a României
Aceasta este lista antrenorilor echipei naționale de fotbal a României.
- Teofil Morariu (1922–1923) - primul mandat
- Costel Rădulescu (1923–1924) - primul mandat
- Adrian Suciu (mai - august 1924)
- Teofil Morariu (1924–1929) - al doilea mandat
- Costel Rădulescu (1929–1934) - al doilea mandat
- Josef Uridil (1934) - interimar
- Alexandru Săvulescu (1934–1935) - primul mandat
- Costel Rădulescu (1935–1937)  - al treilea mandat
- Alexandru Săvulescu (mai - iunie 1938) - al doilea mandat
- Liviu Iuga (1938–1939) - primul mandat
- Virgil Economu (1939–1940) - primul mandat
- Liviu Iuga (1940–1941) - al doilea mandat
- Virgil Economu (1941–1942) - al doilea mandat
- Jean Lăpușneanu (1942–1943)
- Emerich Vogl (1943–1945) - primul mandat
- Coloman Braun Bogdan (1945–1946)
- Virgil Economu (1946–1947) - al treilea mandat
- Colea Vâlcov (mai - iulie 1947) - primul mandat
- Emerich Vogl (septembrie - octombrie 1947) - al doilea mandat
- Francisc Rónay (12 octombrie - 26 octombrie 1947) - primul mandat
- Emerich Vogl (1947–1948) - al treilea mandat
- Colea Vâlcov (1948 - iunie 1948) - al doilea mandat
- Petre Steinbach (iunie 1948)
- Iuliu Baratky (iunie  - iulie 1948)
- Coloman Braun Bogdan (iunie - iulie 1949) - primul mandat
- Colea Vâlcov (iulie - octombrie 1949) - al treilea mandat
- Coloman Braun Bogdan (octombrie - noiembrie 1949) - al doilea mandat
- Ion Mihăilescu (1949–1950)
- Gheorghe Albu (martie - octombrie 1950)
- Emerich Vogl (1950–1952) - al treilea mandat
- Gheorghe Popescu (1952-1958) - primul mandat
- Augustin Botescu (1958–1961)
- Gheorghe Popescu (1961–1962) - al doilea mandat
- Constantin Teașcă (septembrie - noiembrie 1962) - primul mandat
- Gheorghe Popescu (noiembrie - decembrie 1962) - al treilea mandat
- Silviu Ploeșteanu (1962–1964) - primul mandat
- Valentin Stănescu (iulie - octombrie 1964) - primul mandat
- Silviu Ploeșteanu (1964–1965) - al doilea mandat
- Ilie Oană (1965–1967) - primul mandat
- Bazil Marian (ianuarie - martie 1967)
- Ilie Oană (martie - iunie 1967) - al doilea mandat
- Angelo Niculescu (iunie - octombrie 1967) - primul mandat
- Constantin Teașcă (octombrie - noiembrie 1967) - primul mandat
- Angelo Niculescu (1967–1971) - al doilea mandat
- Valentin Stănescu (1971 - septembrie 1971) - al doilea mandat
- Angelo Niculescu (1971–1972) - al doilea mandat
- Gheorghe Ola (ianuarie - aprilie 1972)
- Angelo Niculescu (1972–1973) - al treilea mandat
- Valentin Stănescu (1973–1975) - al treilea mandat
- Cornel Drăgușin (1975–1976)
- Ștefan Kovács (1976–1979)
- Florin Halagian (mai - iunie 1979)
- Constantin Cernăianu (august - octombrie 1979)
- Ștefan Kovács (ianuarie - august 1980)
- Valentin Stănescu (1 septembrie 1980– 1 noiembrie 1981) - al patrulea mandat
- Mircea Lucescu (1 noiembrie 1981 – 2 octombrie 1986)
- Emeric Jenei (2 octombrie 1986 – 1 iulie 1990) - primul mandat
- Gheorghe Constantin (1 iulie - 17 octombrie 1990)
- Mircea Rădulescu (17 octombrie 1990 – 13 februarie 1992)
- Cornel Dinu (16 februarie 1992 - 21 iunie 1993)
- Anghel Iordănescu (21 iunie 1993 – 4 iulie 1998) - primul mandat
- Victor Pițurcă (4 iulie 1998 – 4 noiembrie 1999) - primul mandat
- Emeric Jenei (1 ianuarie - 29 iunie 2000) - al doilea mandat
- Ladislau Bölöni (1 iulie 2000 – 15 iunie 2001)
- Gheorghe Hagi (26 iunie - 26 noiembrie 2001)
- Anghel Iordănescu (14 ianuarie 2002 - 19 noiembrie 2004) - al doilea mandat
- Victor Pițurcă (8 decembrie 2004 – 9 aprilie 2009) - al doilea mandat
- Răzvan Lucescu (29 aprilie 2009 – 4 iunie 2011)
- Victor Pițurcă (14 iunie 2011 - 16 octombrie 2014) - al treilea mandat
- Anghel Iordănescu (27 octombrie 2014 - 27 iunie 2016) - al treilea mandat
- Christoph Daum (7 iulie 2016 - 14 septembrie 2017)
- Cosmin Contra (22 septembrie 2017 - 18 noiembrie 2019)
- Mirel Rădoi (26 noiembrie 2019 - 30 noiembrie 2021)
- Edi Iordănescu (26 ianuarie 2022 - 31 iulie 2024)
- Mircea Lucescu (2024 - Prezent)